# William Stephens
William Dennison Stephens (26 décembre 1856 - 25 avril 1944) est un homme politique américain qui est à trois reprises membre de la Chambre des représentants des États-Unis et exerce la fonction de gouverneur de Californie de 1917 à 1923.

## Début de carrière

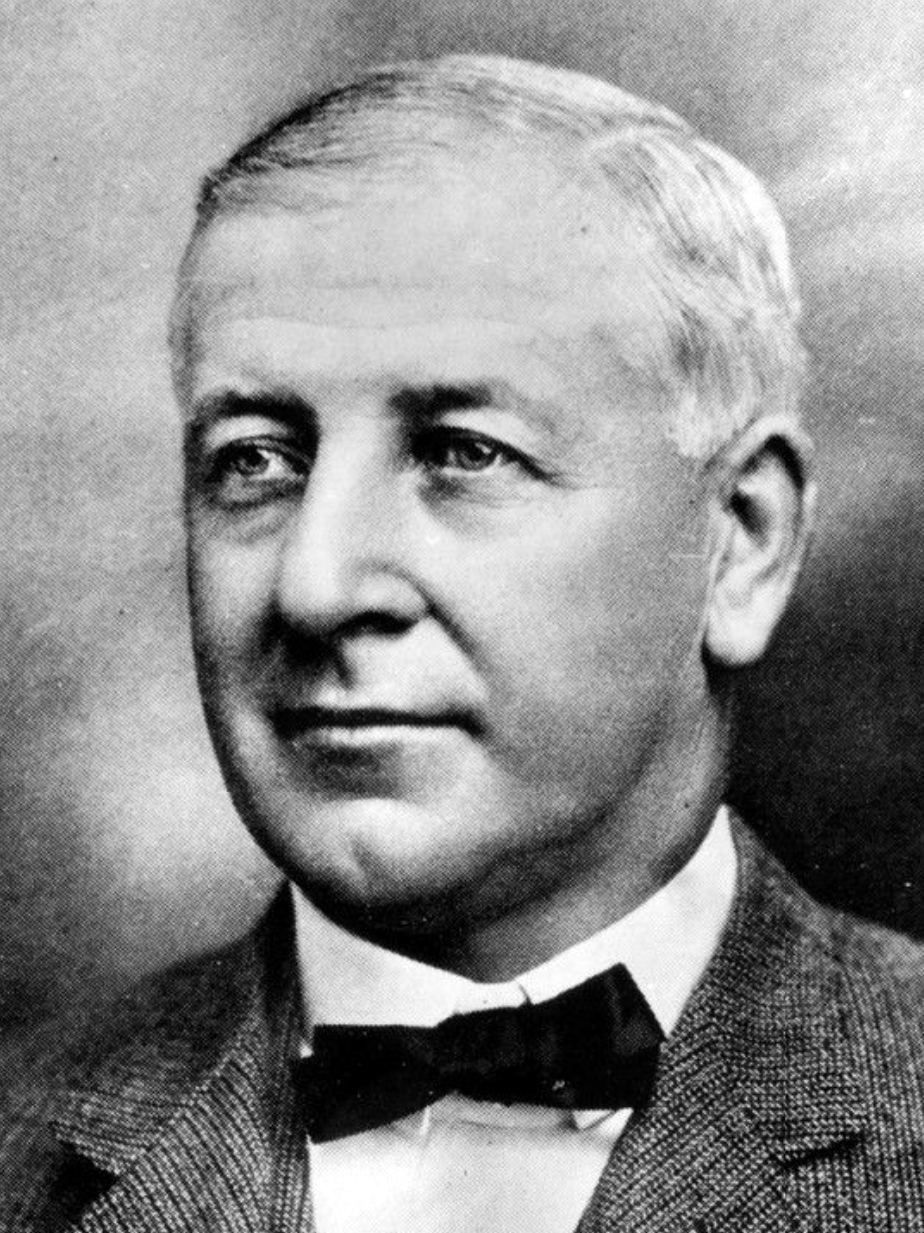
Portrait de William D. Stephens, maire de Los Angeles moins de deux semaines après la démission de Harper en 1909.

William Stephens est né à Eaton dans l'Ohio. Diplômé de la Eaton High School en 1876, il enseigne pendant trois ans avant de devenir ingénieur dans l'industrie du rail. En 1887, sa mère étant tombée malade, il s'installe à Los Angeles afin de lui procurer un climat plus favorable.
Dans son nouveau lieu de résidence, Stephens exerce le métier de voyageur de commerce puis de gérant d'épicerie. En 1902, il devient associé de Carr and Stephens Groceries, accédant ainsi à une situation de notable local. Stephens s'implique alors de plus en plus dans la vie de la cité en étant membre du Conseil d'Administration de la Chambre de commerce de Los Angeles de 1902 à 1911 et en se faisant élire au Conseil de l'éducation de 1906 à 1907. Stephens travaille aussi en partenariat avec William Mulholland au sein d'un comité consultatif concernant la construction de l'Aqueduc de Los Angeles.
En 1906, après le séisme de San Francisco, Stephens est brièvement officier dans la Garde nationale de Californie.
En 1909, à la suite de la démission d'Arthur C. Harper, il exerce à titre provisoire les fonctions de maire de Los Angeles pendant deux semaines avant que le vainqueur des élections, George Alexander, n'entre en fonction.

## Membre de la Chambre des représentants
Aux élections de 1910, Stephens est élu membre de la Chambre des représentants des États-Unis. Il adhère au Parti progressiste fondé en 1912 par Theodore Roosevelt et le gouverneur de Californie Hiram Johnson et y reste fidèle jusqu'à sa dissolution en 1916.
Après avoir été réélu aux élections de 1912 et 1914, Stephen renonce à son siège pour assumer la fonction de lieutenant-gouverneur de Californie à la suite du décès du détenteur de la charge, John Morton Eshleman. Il n'occupe cette fonction que brièvement. En effet, à la suite de l'élection d'Hiram Johnson au Sénat des États-Unis, ce dernier renonce à son poste de gouverneur le 15 mars 1917, faisant de Stephens le 24e gouverneur de Californie.

## Gouverneur de Californie
Peu après son entrée en fonction, Stephens doit faire face à une controverse faisant suite à une attaque terroriste survenue le 22 juillet 1916 à San Francisco. Deux prévenus sont condamnés par la Justice, dont Thomas Mooney, dirigeant syndical et ancien membre de l'Industrial Workers of the World. Mais le tribunal est rapidement accusé d'avoir travaillé dans une ambiance de lynchage et les deux condamnées reçoivent un vaste soutien national et international. Ainsi, Woodrow Wilson demande-t-il personnellement leur grâce au gouverneur. Bien qu'ayant soutenu la condamnation, Stephens finit par céder à la pression et commua leur sentence de mort en prison à vie.
Malgré cette mesure de clémence, Stephens devient la cible des militants radicaux. Le 17 décembre 1917, il est victime d'une tentative d'assassinat lorsqu'une charge de dynamite explose aux pieds de sa résidence de fonction.
Aux élections de 1918, Stephens est reconduit facilement à son poste de gouverneur. Il porte dès lors une attention particulière à l'accueil des vétérans de la Première Guerre mondiale pour qui il met en place un programme d'aide social. Il soutient par ailleurs le mouvement en faveur de la Prohibition.
Comme son prédécesseur, Hiram Johnson, il s'oppose à l'immigration japonaise et recommanda en 1919 au Congrès de Californie de prendre des mesures pour la limiter.
En 1922, Stephens cherche à être de nouveau nommé par les Républicains, mais l'opinion étant devenue plus conservatrice, il est battu par Friend William Richardson. À la suite de sa défaite, il retourne à Los Angeles et se retire définitivement de la vie politique.